# Palazzo Ramirez de Montalvo
Palazzo Ramirez de Montalvo è un palazzo storico che si trova a Firenze in Borgo Albizi 26. Deve il suo nome al fatto di essere stato la residenza della famiglia Ramirez de Montalvo.
Il palazzo appare nell'elenco redatto nel 1901 dalla Direzione Generale delle Antichità e Belle Arti, quale edificio monumentale da considerare patrimonio artistico nazionale, ed è sottoposto a vincolo architettonico dal 1936.

## Storia

### Preesistenze e costruzione
L'edificio risulta costruito a partire dai primi anni sessanta del Cinquecento (e terminato nel 1568 secondo la testimonianza del diarista Lapini) su progetto di Bartolomeo Ammannati e direzione di Alfonso Parigi il Vecchio, tramite la riunificazione di una serie di case preesistenti (motivo questo che ha comportato l'eccentricità dell'ingresso principale) in parte di proprietà dei Buonafé (o Buonafede, che qui avevano la Locanda della Corona), in parte dei Pazzi e degli Adimari. A commissionare la nuova fabbrica fu il nobile spagnolo Antonio Ramirez de Montalvo, cameriere personale di Cosimo I e coppiere di Eleonora di Toledo, dopo aver acquistato le vecchie proprietà dell'area tra il 1558 e il 1564, usufruendo delle generose elargizioni del duca dal quale era stimato e benvoluto. Il Ramirez, oltre ai migliori artisti di corte, poté usufruire grazie al suo protettore di materiali pregiati (come i legni per il tetto e per gli infissi). Per la facciata vennero disegnati da Giorgio Vasari una ricca decorazione a sgraffito, su indicazioni iconografiche di Vincenzo Borghini, alla cui alla realizzazione partecipò anche il giovane Bernardino Poccetti, poi richiestissimo decoratore per altri edifici fiorentini.

### Vicende successive

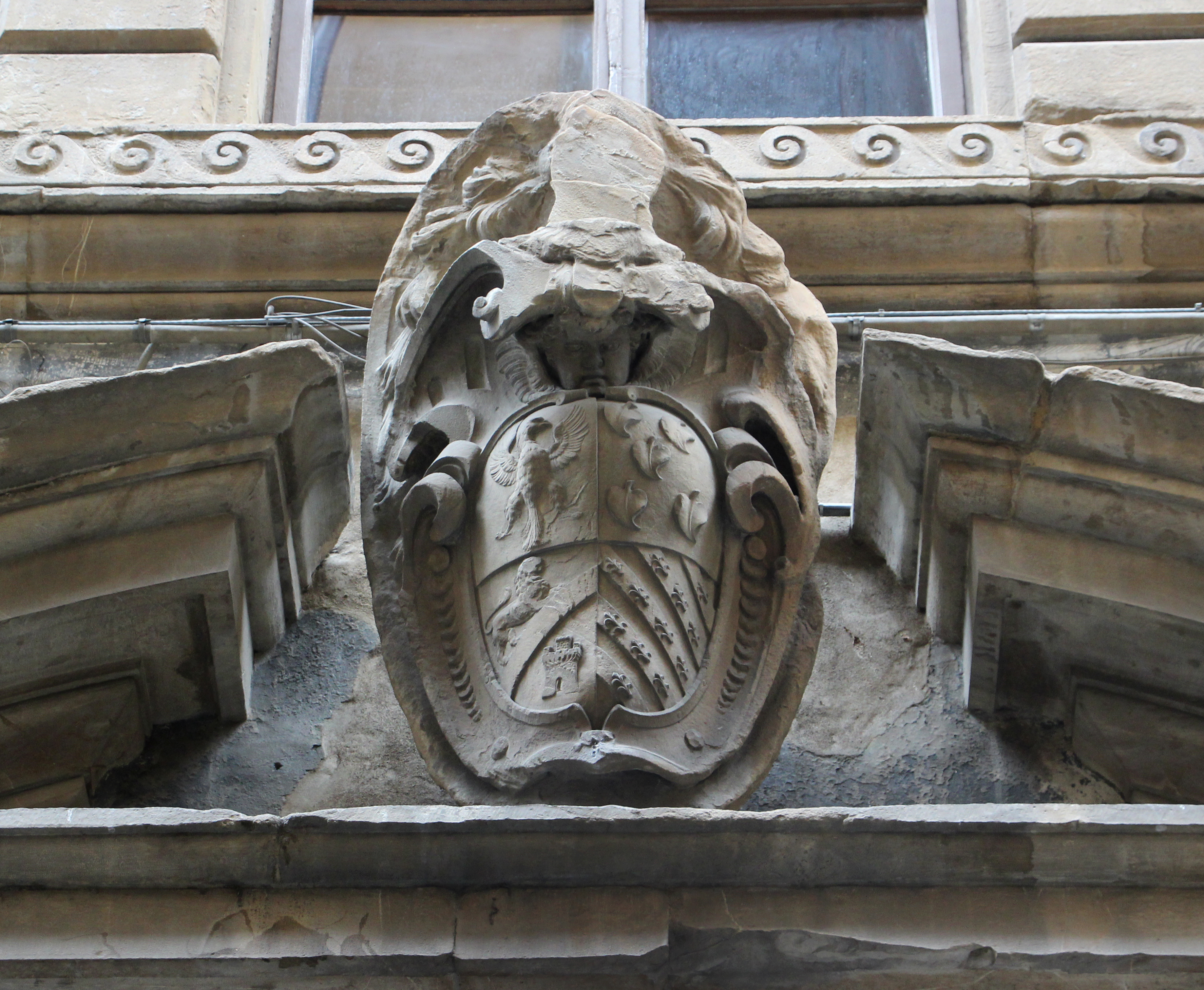
Stemma sul portale

Il palazzo rimase di proprietà dei Ramirez de Montalvo per circa tre secoli. Vi abitò anche la venerabile Eleonora Ramirez de Montalvo, fondatrice nel 1650 delle Suore Minime Ancelle della Santissima Trinità (dette "montalve"), con sede presso l'Istituto della Quiete.
Nel 1645 venne affittato a monsignor Annibale Bentivoglio, nunzio apostolico a Firenze, e tra il 1739 e il 1758 al barone Philipp von Stosch, appassionato studioso e raccoglitore di antichità, che esercitava nel palazzo anche lo spionaggio politico per conto del suo governo inglese, con l'incarico di vigilare gli atti di Carlo Edoardo Stuart e dei suoi, prima in Roma e poi in Firenze. In quel periodo vi dimorò Johann Joachim Winckelmann, il famoso archeologo tedesco chiamato a catalogare e classificare la collezione di gemme dello Stoch; in quell'occasione conobbe l'erudito Angelo Maria Bandini, con il quale ebbe una corrispondenza epistolare piuttosto burrascosa.
L'ultima discendente della famiglia Montalvo fu la marchesa Giulia, che nel 1866 lasciò il palazzo ai due figli Francesco e Ferdinando Matteucci di Volterra. Fu diviso in appartamenti, apportando numerose trasformazioni.
Nel 1940 passò alla famiglia Desii e divenne poi sede di imprese e di uffici vari. Oggi il primo piano ospita Pandolfini Casa d'Aste, fondata nel 1924.

## Descrizione

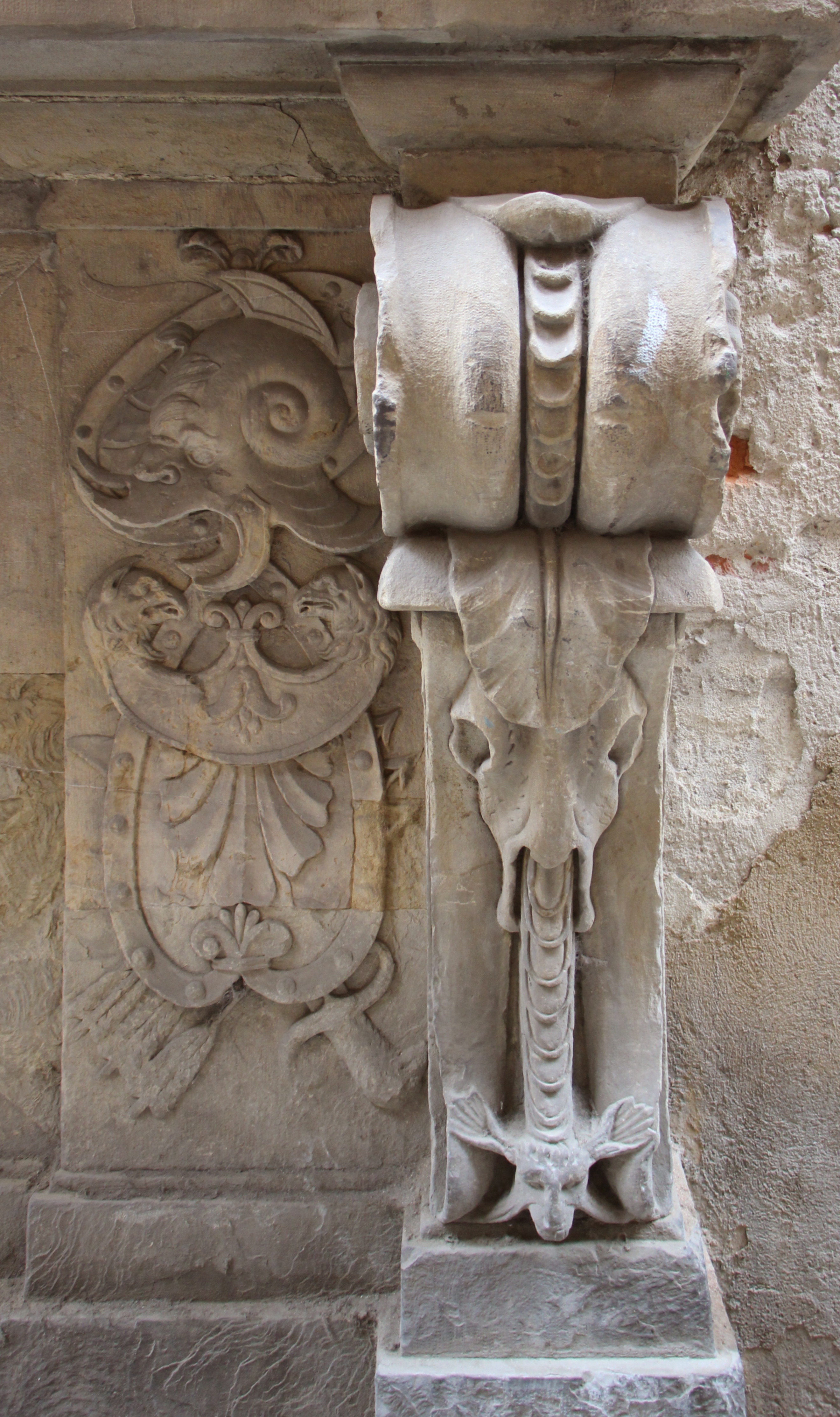
Dettaglio delle finestre inginocchiate dell'Ammannati

Nel complesso l'edificio, come già sottolineato dagli studiosi, è da considerare uno dei più importanti esempi di architettura manierista in Firenze, e tra le principali opere civili dell'Ammannati. Si noti sul fronte, che gode della felice posizione luminosa data dalla mancanza di edifici di fronte, la cura progettuale dei vari dettagli, ben esemplificata dal portale, sfasato a sinistra, e dalle elaborate finestre inginocchiate, fino alle inferriate "a maglie larghe, equilibrate, eleganti, bene inserite tra le mensole in alto, senza interromperne il disegno".
Ai piani superiori due file di cinque finestre allineate su cornici marcapiano sono caratterizzate dagli architravi sporgenti e da cornici in pietra sporgenti con la disposizioni dei giunti in maniera pressoché radiale. Al centro della facciata campeggia lo stemma Medici, con l'iscrizione: :
| MAGN · COSM FLOR · ET · SEN · D II |

La traduzione è: «Cosimo il Grande, secondo duca di Firenze e di Siena». Il primo duca di Firenze fu Alessandro de' Medici, e Cosimo aggiunse il titolo di Siena dopo la guerra del 1552-1559. Il titolo di granduca invece arrivò solo nel 1569, quindi lo stemma è relativo all'intervallo 1559-1569.
Sul portone è poi uno scudo con l'arme della famiglia Montalvo (d'azzurro, alla sbarra di rosso sostenente un leone leopardito rivolto d'oro e accompagnato in punta da un castello turrito di tre pezzi d'argento; il tutto sormontato da un'aquila dal volo abbassato pure d'argento), che ricorre anche nella piccola corte interna, questa volta dipinto sul muro.

### Lo sgraffito

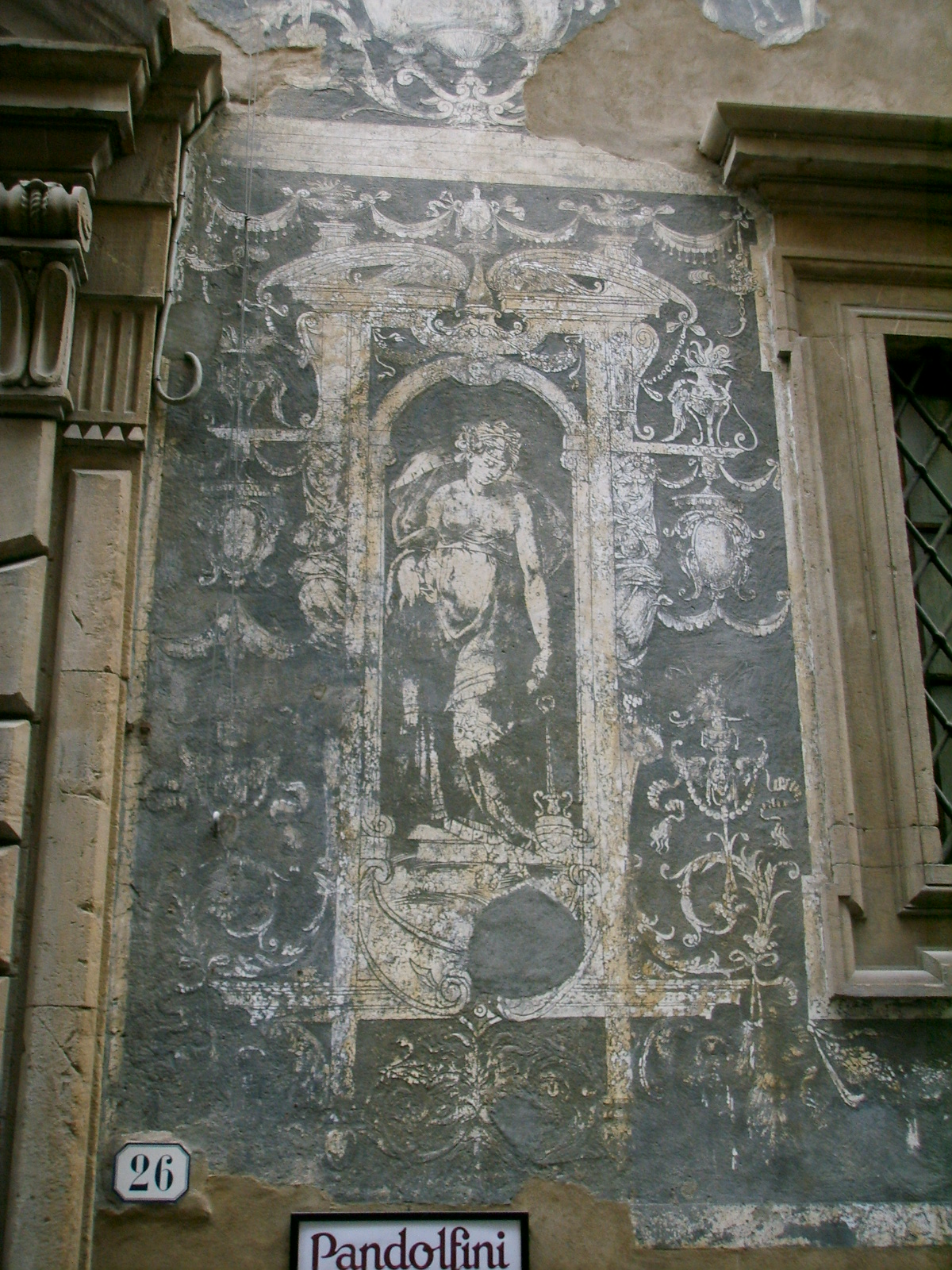
Graffiti della facciata

L'elemento peculiare della facciata sono comunque i graffiti che coprono la superficie con disegni a monocromo. Notevolissima, nonostante i guasti del tempo (e l'incauto rifacimento degli anni ottanta dell'Ottocento denunciato da Guido Carocci), la decorazione, come già accennato, fu realizzata nel 1573-1574 su cartoni di Giorgio Vasari (forse coadiuvato dal giovane Bernardino Poccetti) e sulla base di un dotto programma iconografico stilato da Vincenzo Borghini, teso ad esaltare il duca Cosimo come benefattore della famiglia.
Più in particolare si illustrano in basso le virtù dell'animo che più convengono alla vita al servizio del principe, quali la Modestia, la Prudenza, la Fedeltà, e, al di sopra, gli effetti di tali virtù, quali l'Obbedienza, la Segretezza e la Sollecitudine. Gli stessi motivi giustificano la presenza sul fronte dello stemma mediceo con relativa iscrizione e, sopra l'ultimo ricorso, la raffigurazione dei benefici che seguono a tale servizio, quali la Reputazione, la Ricchezza e infine la Fama.
La storia conservativa di tali graffiti presenta ancora oggi vari punti oscuri: segnalati dalla letteratura della prima metà dell'Ottocento come in ottimo stato, sarebbero stati danneggiati da un inesperto restauratore nel 1887, quindi, nel corso del Novecento, sottoposti a ulteriori interventi negli anni 1908-1909, 1926, 1965-1966 e 1995-1996, in questi ultimi casi con il contributo dello Stato. È da segnalare come nei restauri dei primi decenni del Novecento la decorazione avesse mantenuto una sua unitarietà, seppure previe ampie integrazioni delle mancanze, mentre nel 1965-1966 (intervento di Leonetto Tintori) si fosse optato sia di staccare le parti più compromesse, sia di contraddistinguere le lacune con ampie zone di neutro. Sempre nel corso di questo restauro, inoltre, le parti lapidee sarebbero state consolidate con silicati che nel corso del tempo avrebbero causato ulteriori degradazioni. L'attuale stato del fronte, nonostante il recente intervento di recupero, resta così a documentare della quasi totale distruzione di quella che, dalla documentazione grafica e fotografica, risultava essere una delle più belle facciate graffite cittadine.

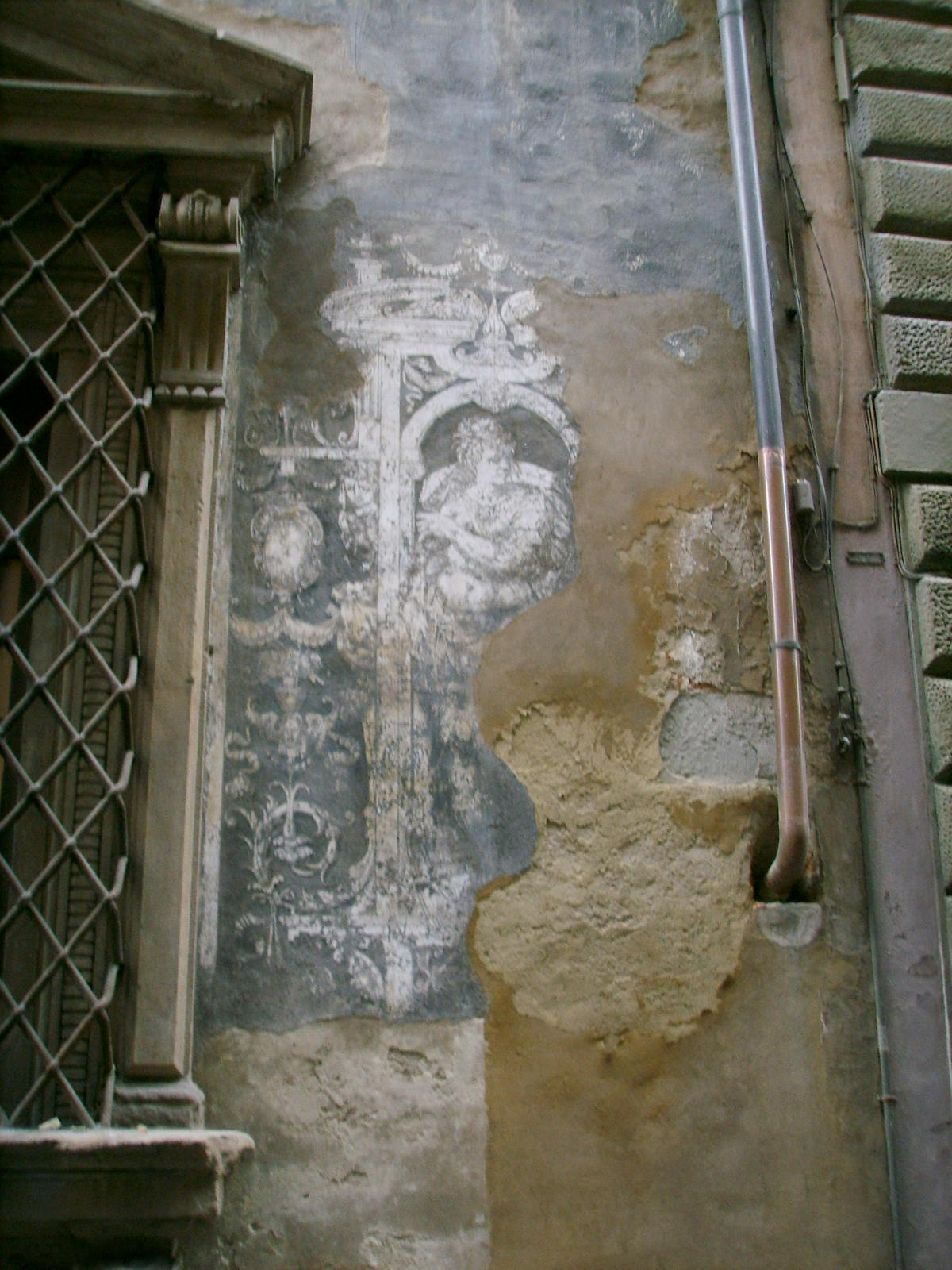
I graffiti
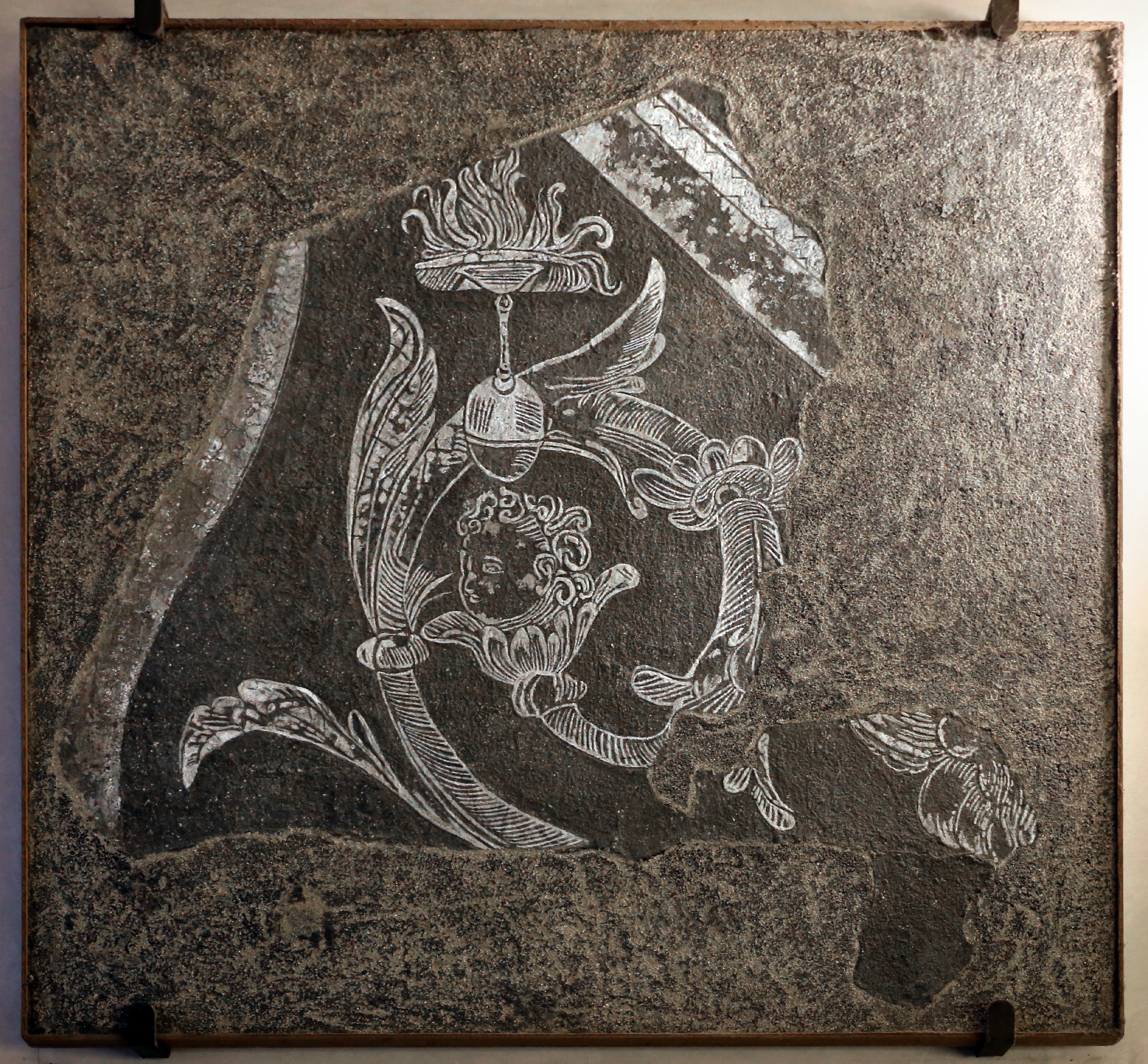
Dettagli originali conservati presso lo scalone
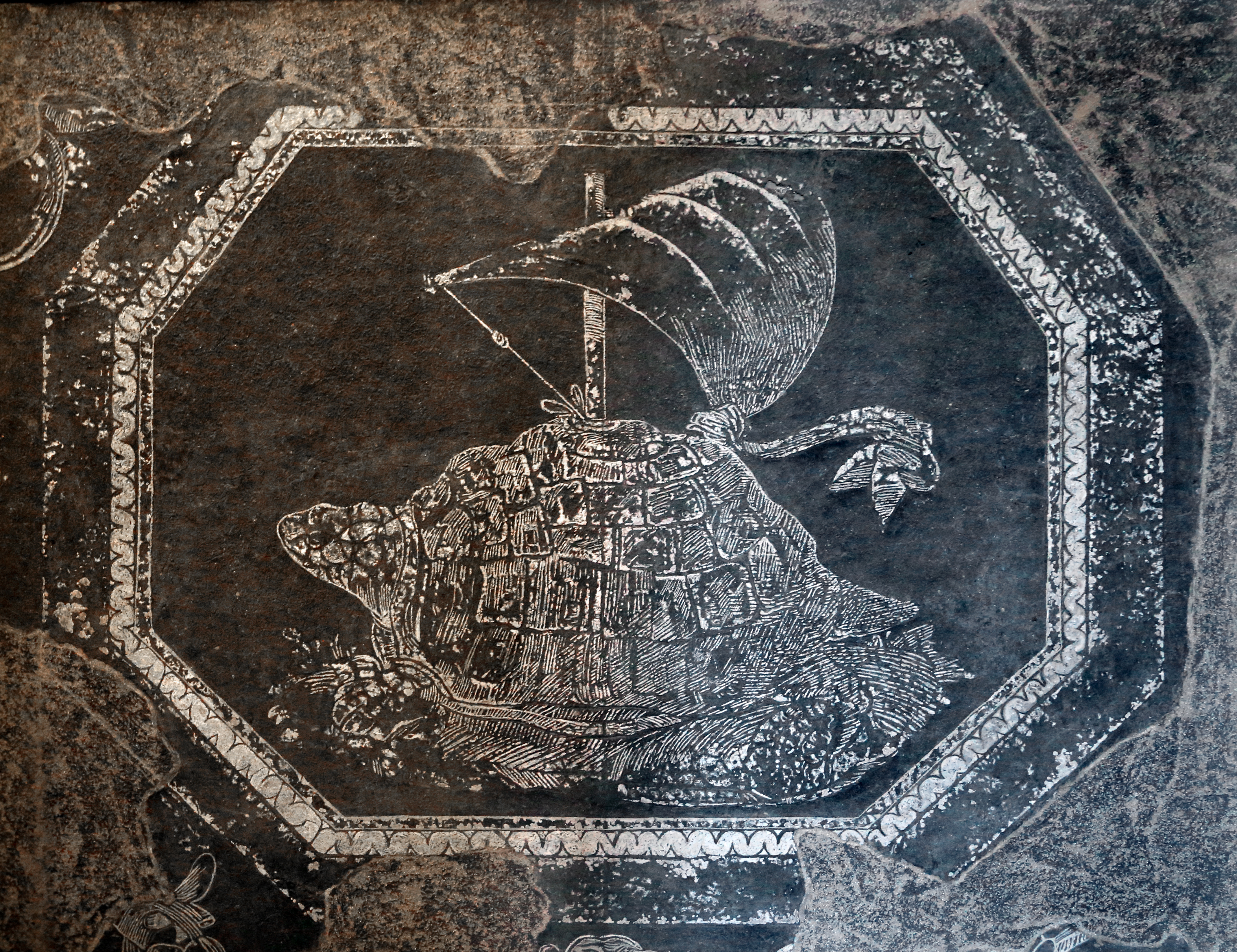
Festina lente, frammento originale presso lo scalone

### Interni

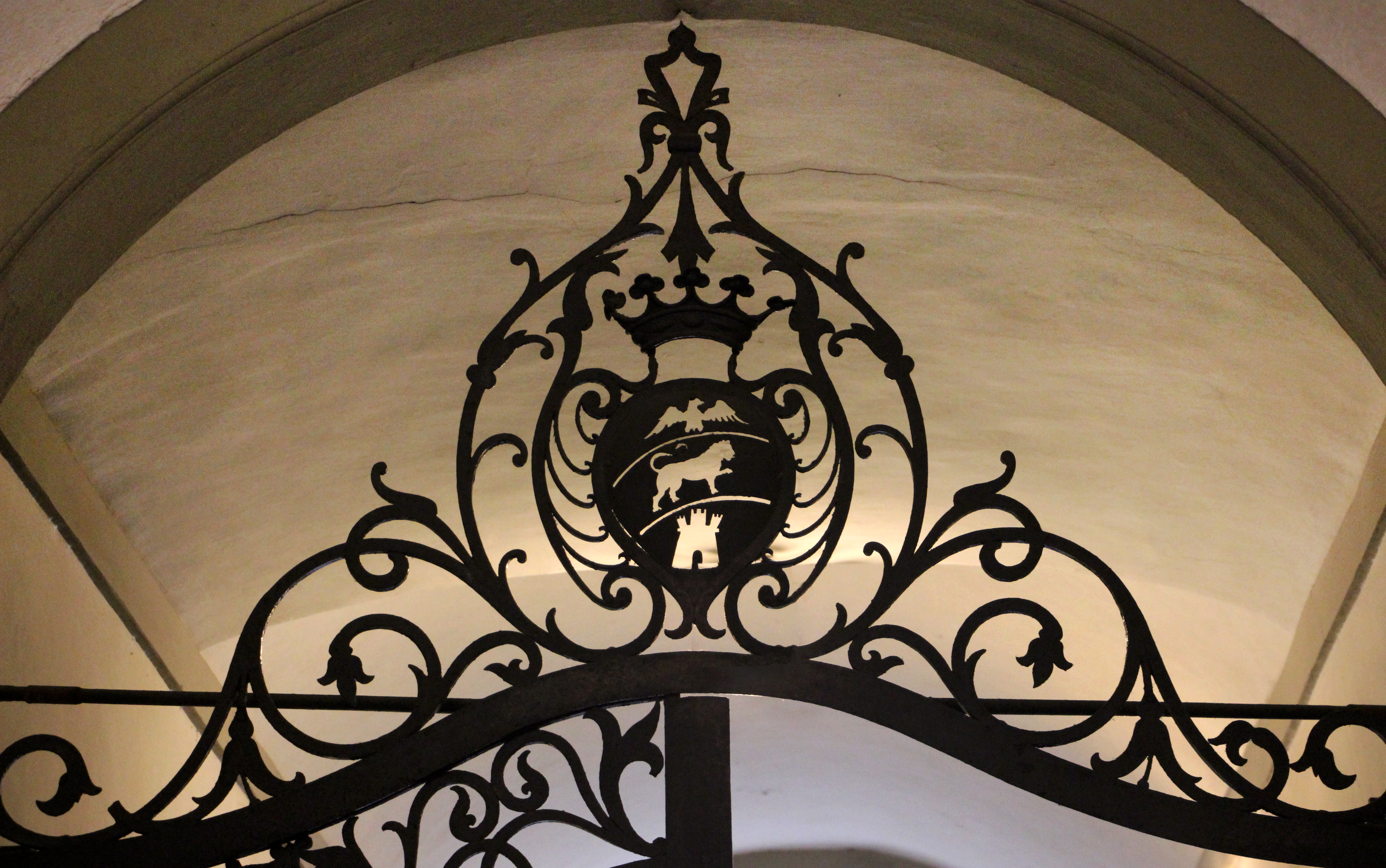
Lo stemma sulla cancellata

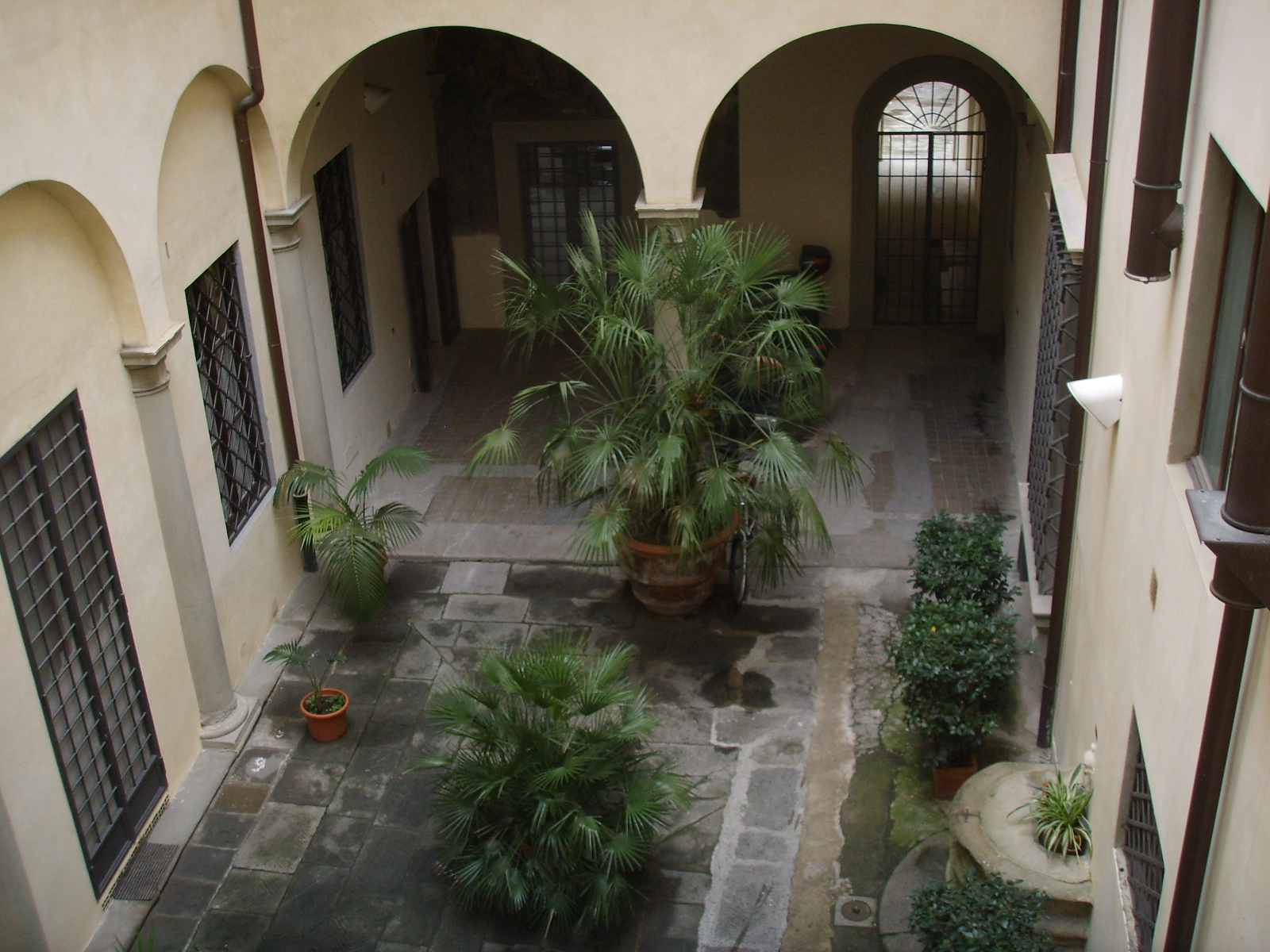
Il cortile interno

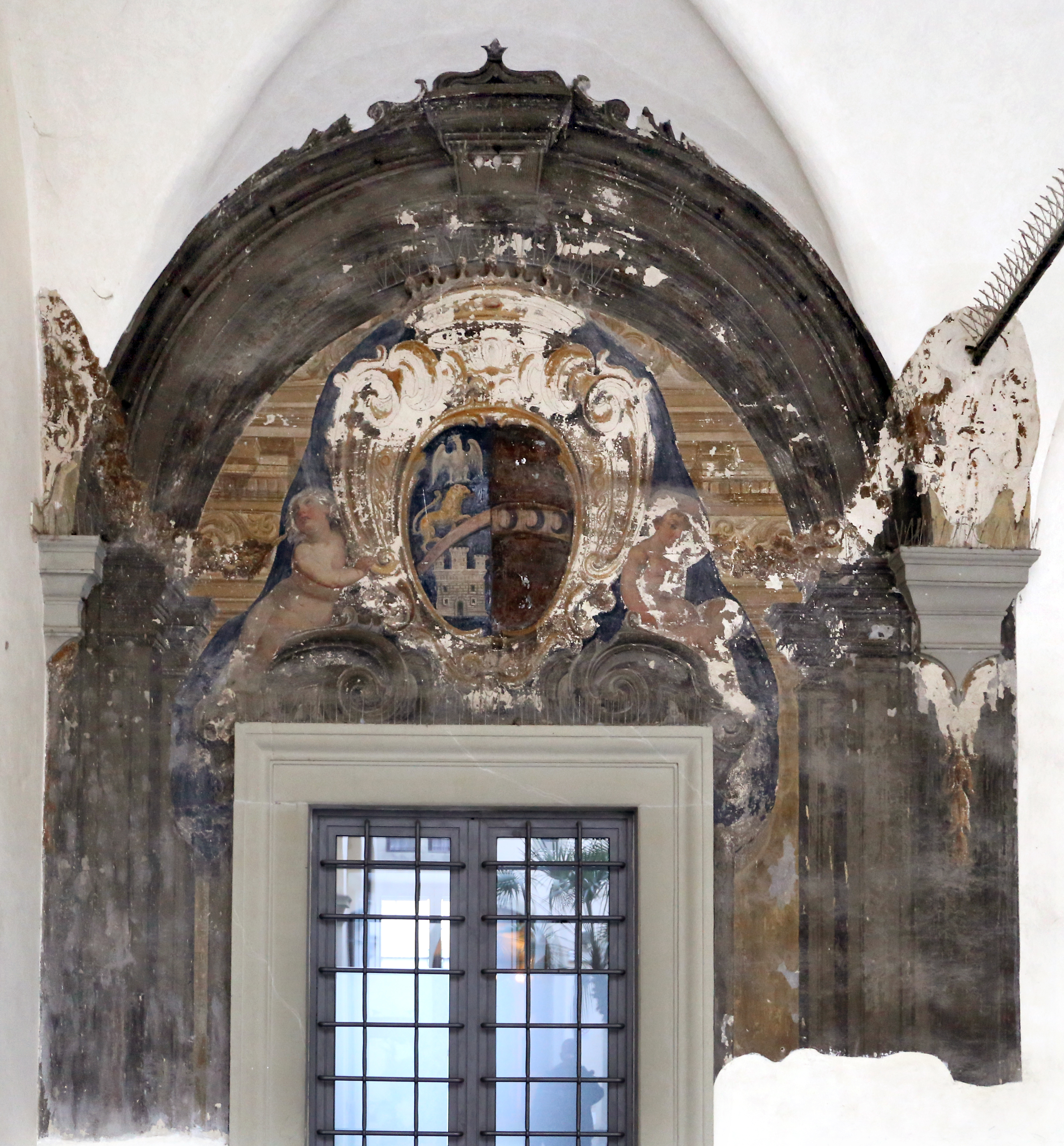
Stemma nel cortile interno

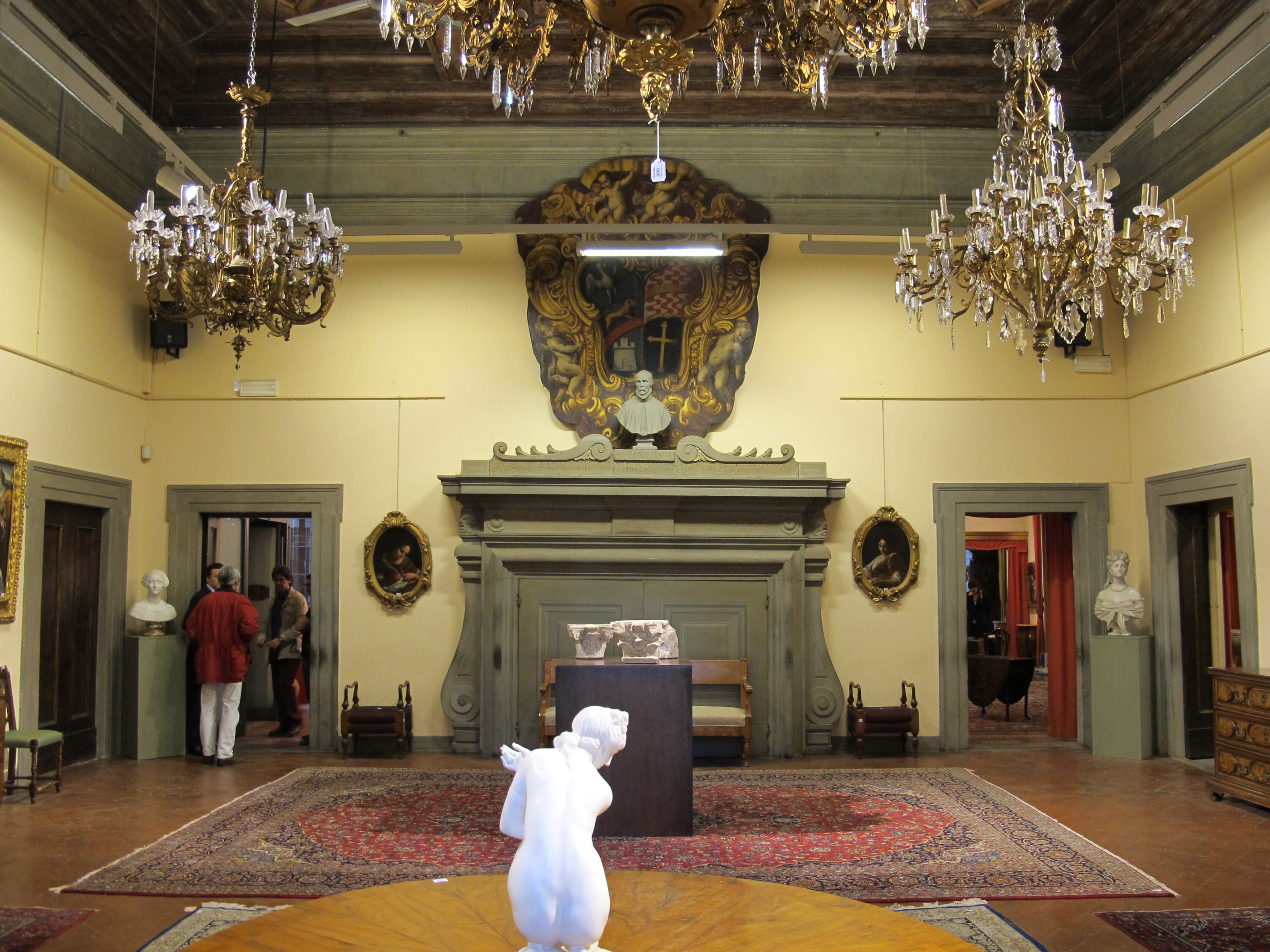
Il salone

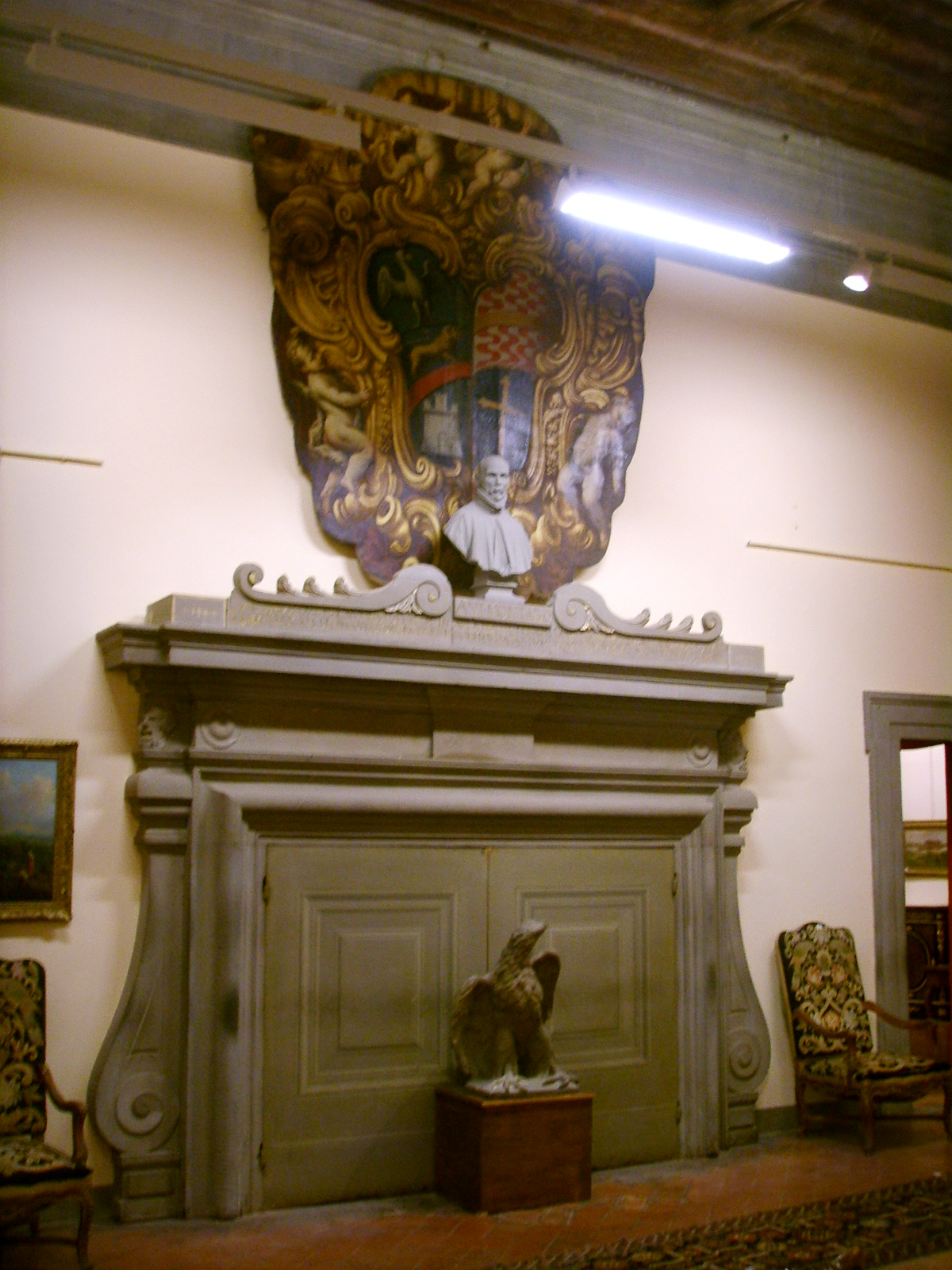
Camino

Dall'androne, che presenta una bella cancellata in ferro battuto coronato dallo stemma familiare, si accede al cortile centrale, che non è particolarmente grande ed ha una pianta rettangolare con arcate sul lato opposto all'ingresso. 
Vi si trova una copia della famosa statua del Mercurio di Giambologna. Da qui uno scalone consuce ai piani superiori.
Nelle sale al piano nobile, attualmente sede della Casa d'Aste Pandolfini, è ancora ben leggibile la sua struttura originaria, e visibile un grandioso caminetto in pietra serena sempre eseguito da Alfonso Parigi su progetto dell'Ammannati: in alto presenta un'iscrizione e un busto del cortigiano spagnolo che fece costruire il palazzo. In varie sale di rappresentanza sono poi piacevoli decorazioni dei primi decenni dell'Ottocento riconducibili all'attività di Luigi Catani, chiamato a decorare il palazzo da Lorenzo Maria de Montalvo.

## Bibliografia

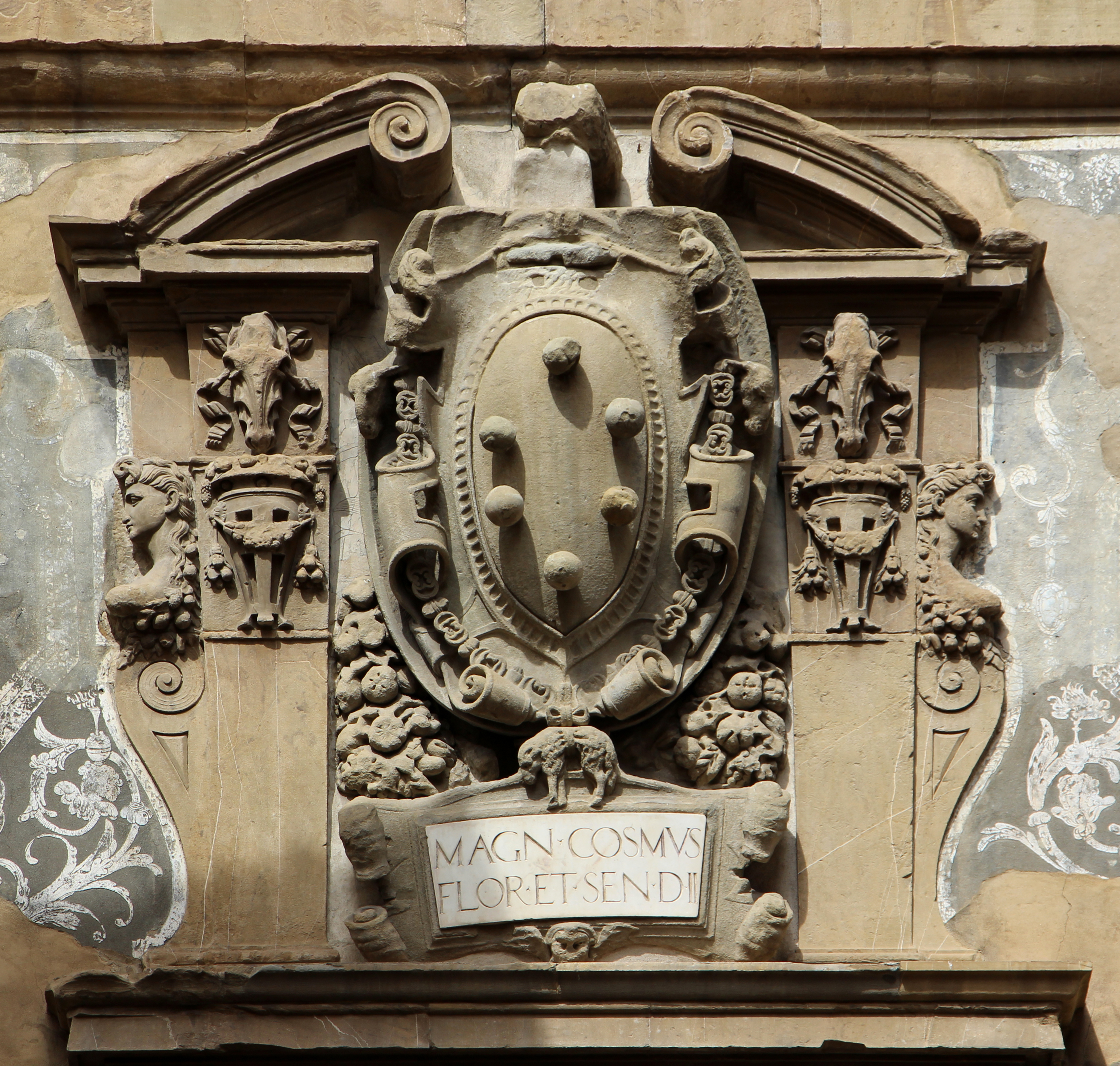
Lo stemma di Cosimo I